# Verkehrsgesellschaft Hilden
Die Verkehrsgesellschaft Hilden GmbH ist die Konzessionsinhaberin für die Stadtbuslinien in Hilden. Die Gesellschaft ist eine 100%ige Tochter der Stadt Hilden. Da die Gesellschaft keine eigenen Busse besitzt, wird der Betrieb durch die Rheinbahn wahrgenommen.
Die Stadtwerke Hilden betreiben die Ortsbuslinie 3 (O3).

## Aufsichtsrat Verkehrsgesellschaft Hilden GmbH
Folgende neun Personen sind in der Wahlperiode 2020 bis 2025 ordentliche Mitglieder des Aufsichtsrates der Verkehrsgesellschaft Hilden GmbH:
- Bürgermeister Claus Pommer
- Norbert Schreier (CDU)
- Kevin Schneider (CDU)
- Christian Schimang (CDU)
- Carsten Wannhof (SPD)
- Hans-Jürgen Weber (SPD)
- Marianne Münnich (Grüne)
- Hartmut Toska (Grüne)
- Marlon Buchholz (AfD)

## Weblink
- Webseite der Verkehrsgesellschaft Hilden GmbH